# Helianthemum dagestanicum
Helianthemum dagestanicum är en solvändeväxtart som beskrevs av Franz Josef Ivanovich Ruprecht. Helianthemum dagestanicum ingår i släktet solvändor, och familjen solvändeväxter. Inga underarter finns listade i Catalogue of Life.